# ホルボーン駅
ホルボーン駅もしくはホウバン駅 (ホルボーンえき、英語: Holborn station、[ˈhoʊbərn]) は、ロンドン都心部のロンドン地下鉄の鉄道駅である。カムデン区ホルボーンを南北に通るキングスウェイと東西に通るハイ・ホルボーンが交わる場所にあり、ピカデリー線とセントラル線の列車が発着する。
ピカデリー線ではコヴェント・ガーデン駅とラッセル・スクウェア駅の間、サークル線ではトテナム・コート・ロードとチャンスリー・レーンの間にある。
大英博物館の最寄り駅で、プラットホームには博物館の所蔵物のポスターが貼られている。
駅の入口はキングスウェイとハイ・ホルボーン沿いにある。トラベルカード・ゾーン1に含まれる。

## 沿革
ホルボーン駅は1906年12月15日に、グレート・ノーザン・ピカデリー・アンド・ブロンプトン鉄道（GNP&BR, 現在のピカデリー線にあたる）が開業した。当時の駅名は「ホルボーン（キングスウェイ）」（Holborn (Kingsway)）といった。駅のさらに地下にはセントラル・ロンドン鉄道（CLR, 現在のセントラル線）が通っていたが、当時はセントラル線の方にはこの場所に駅がなく、250メートル西に「ブリティッシュ・ミュージアム駅」があった。
当初予定されていたホルボーン駅とストランド駅（後のアルドウィッチ駅）を結ぶアルドウィッチ支線（Aldwych branch）は建設の遅れで1907年11月30日になりようやく開通した。ほんの一駅の間をシャトル運行するこの路線は当初より乗客が少なく、第二次大戦時には一時的に廃止され路線全部が防空壕と化し、戦後も平日のラッシュ時のみ運転されるような状態が続き、ついに1994年に廃止された。現在のアルドウィッチ駅は映画などの撮影のために開放されるのみである。ホルボーン駅にあったアルドウィッチ支線用のホームは、ロンドン地下鉄による新型の案内用サインや広告システムの設置テストに使用されている。
ホルボーン駅の地下を走るCLRのトンネルを工事で拡大し、両線の間の乗換駅を作る案は1913年より具体化したが、第一次世界大戦勃発で実現しなかった。1930年代初頭にロンドン各地の地下鉄駅が近代化されたのと同じ時期にホルボーン駅も近代化され、駅出口はモダニズム様式にデザインし直され、セントラル線に新設されたプラットフォームから地上へは長大なエスカレーターで結ばれた。セントラル線のホルボーン駅が1933年9月25日に開業するのと同時にブリティッシュ・ミュージアム駅は廃止された。
1980年7月9日13時28分、セントラル線のホルボーン駅では、西行きホームで停車中だった13時17分発の電車に別の電車が追突する事故が起こり、乗客20人と運転士1人が負傷した。

## 近隣の名所
- 大英博物館
- ロンドン・スクール・オブ・エコノミクス (LSE)
- リンカーンズ・イン・フィールズ
- リンカーン法曹院
- プルデンシャル保険 (Prudential plc) 本社
- 大手スーパーマーケットチェーン セインズベリーズ本社
- ステイプル・イン (Staple Inn)
- Sicilian Avenue (シチリア人街）

## ホルボーン駅＆近隣 ギャラリー

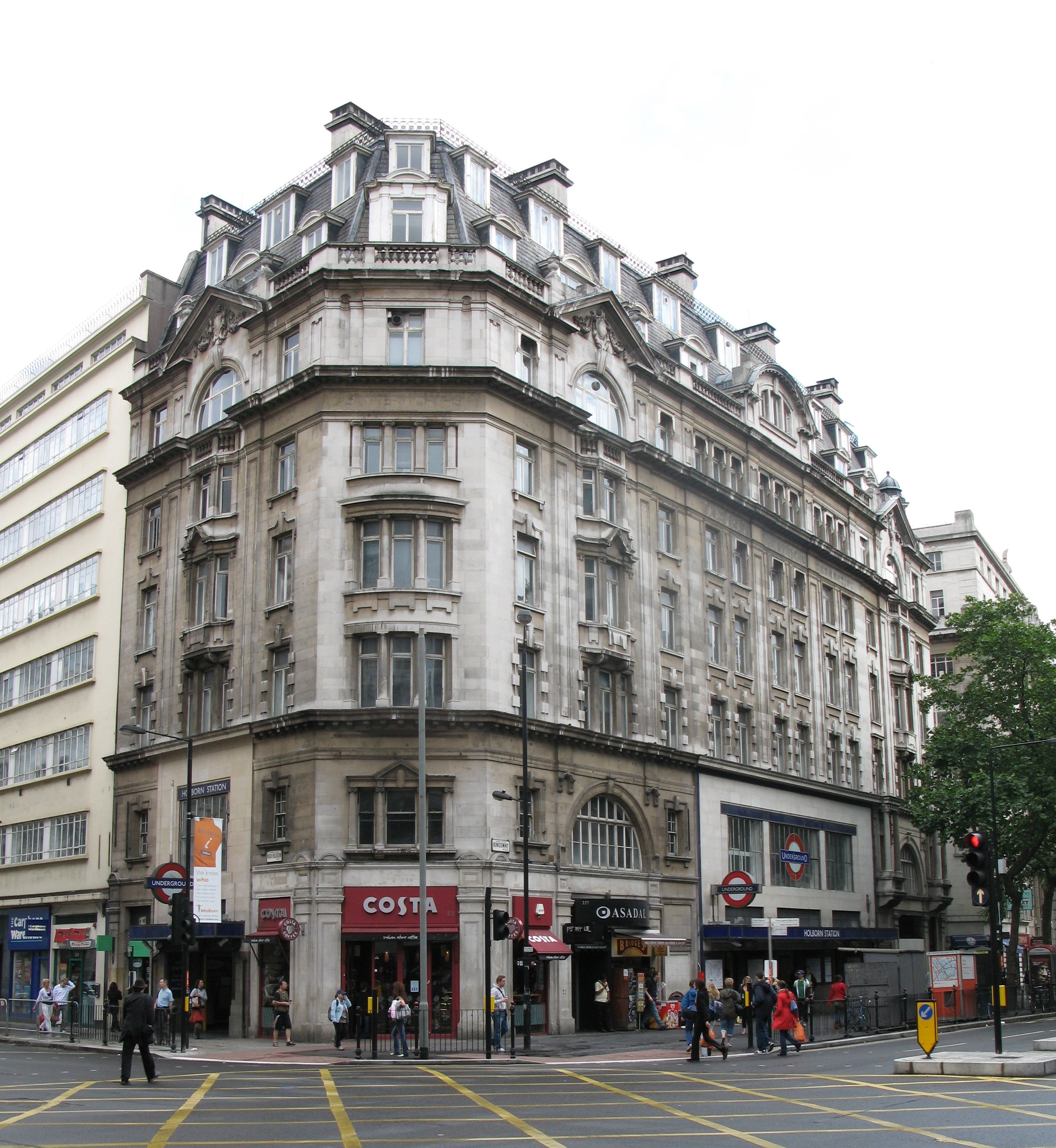
ホルボーン駅ビル
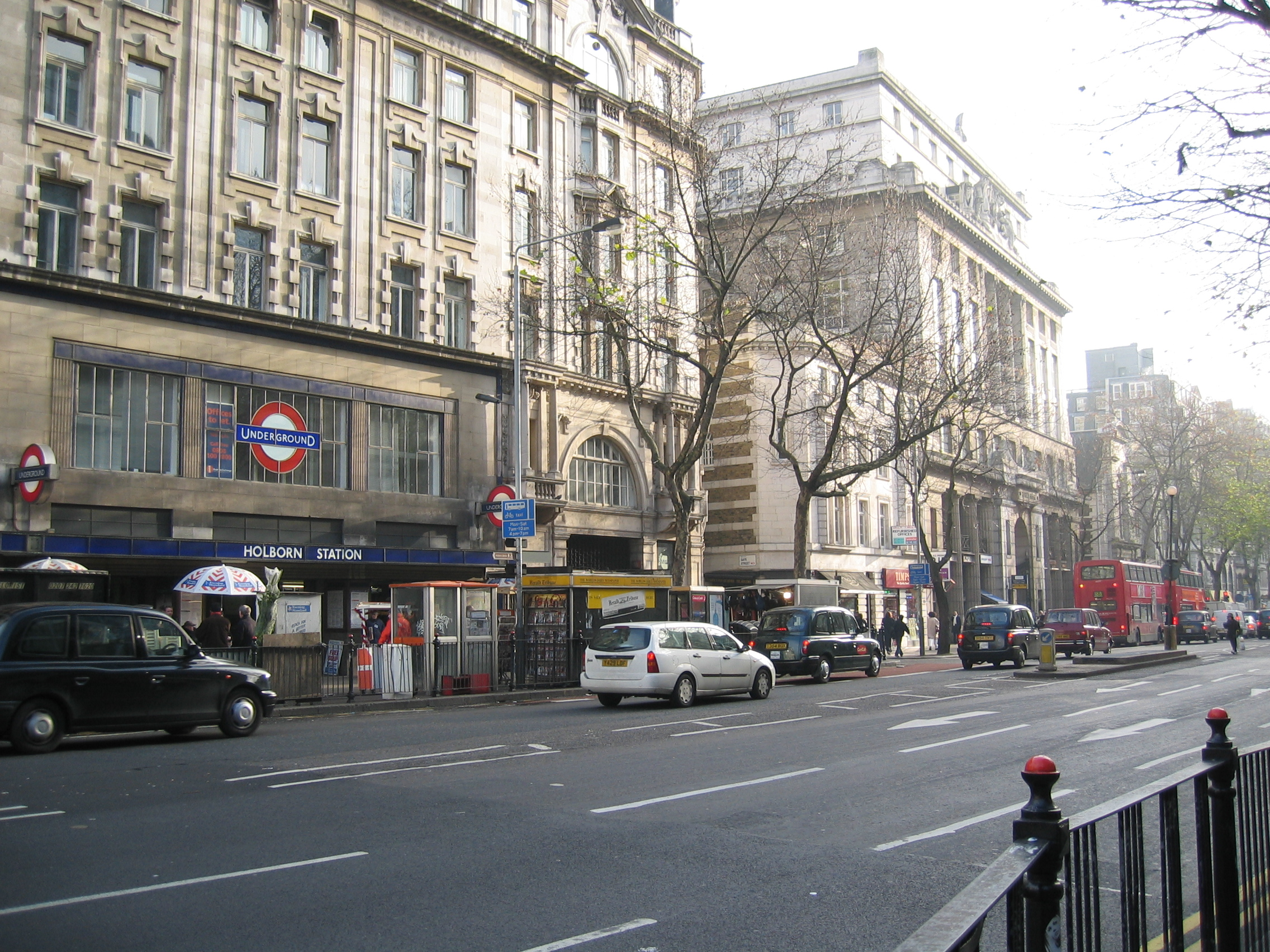
キングスウェイと駅
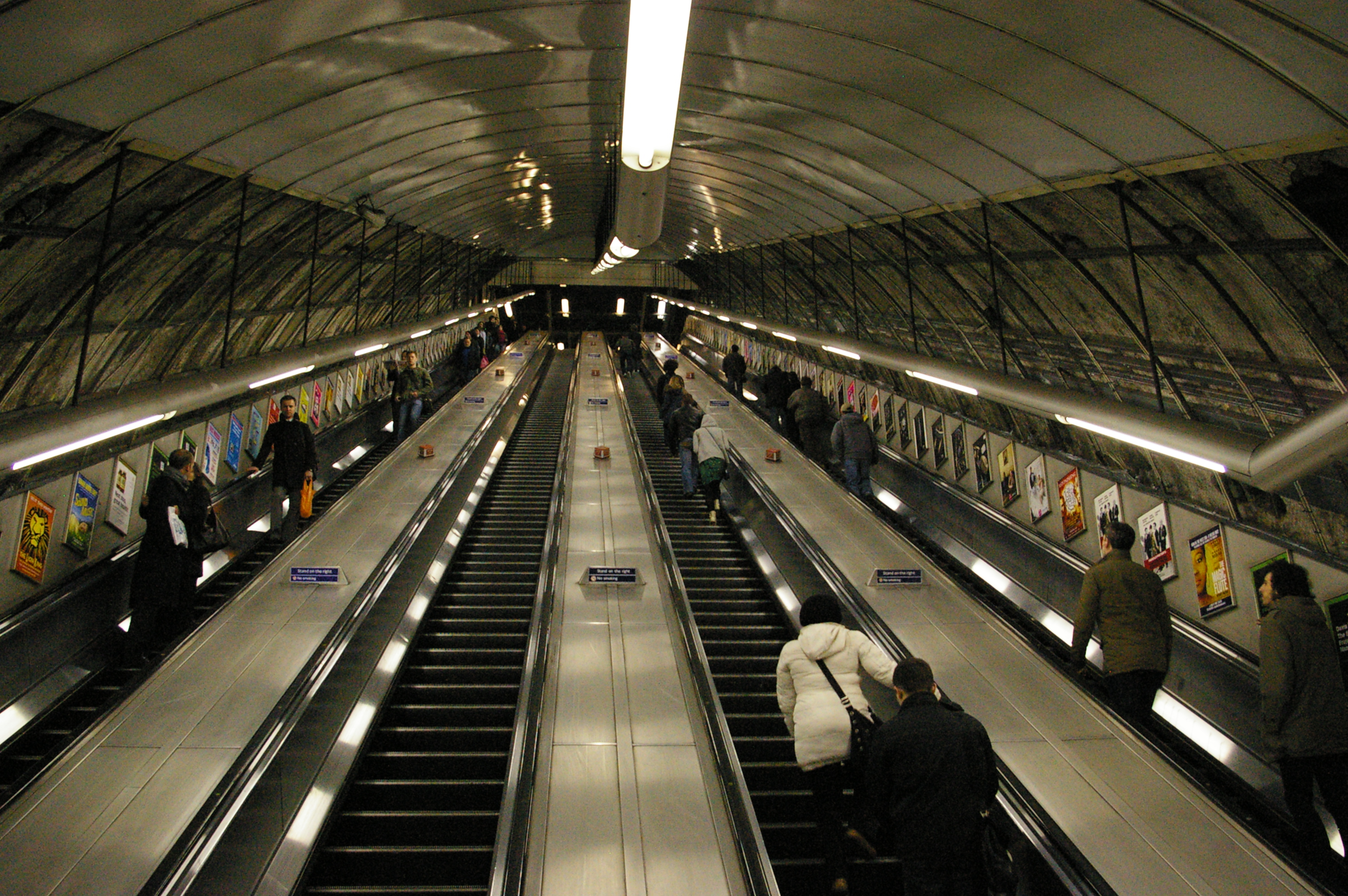
エスカレーター
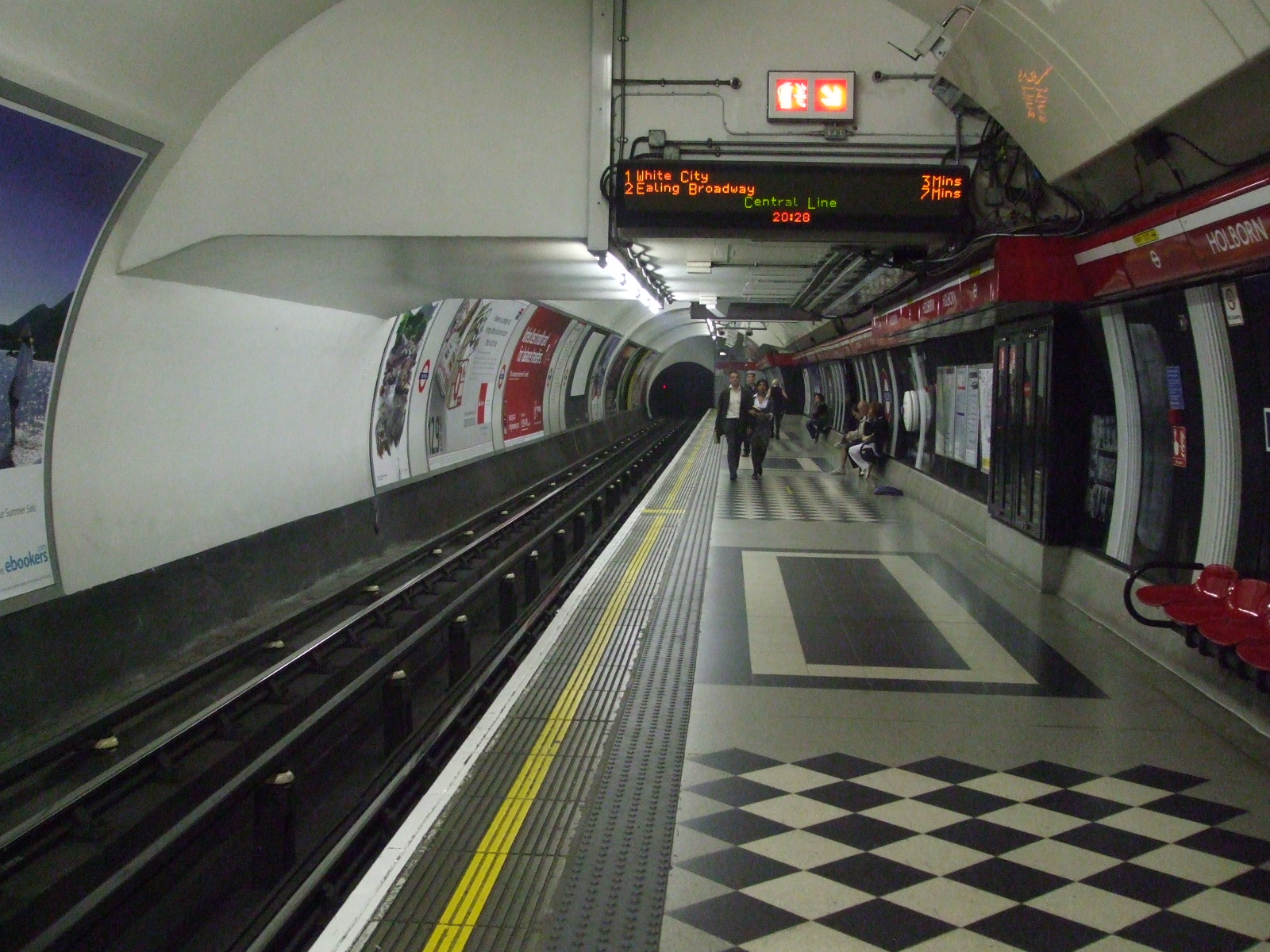
セントラル線ホーム
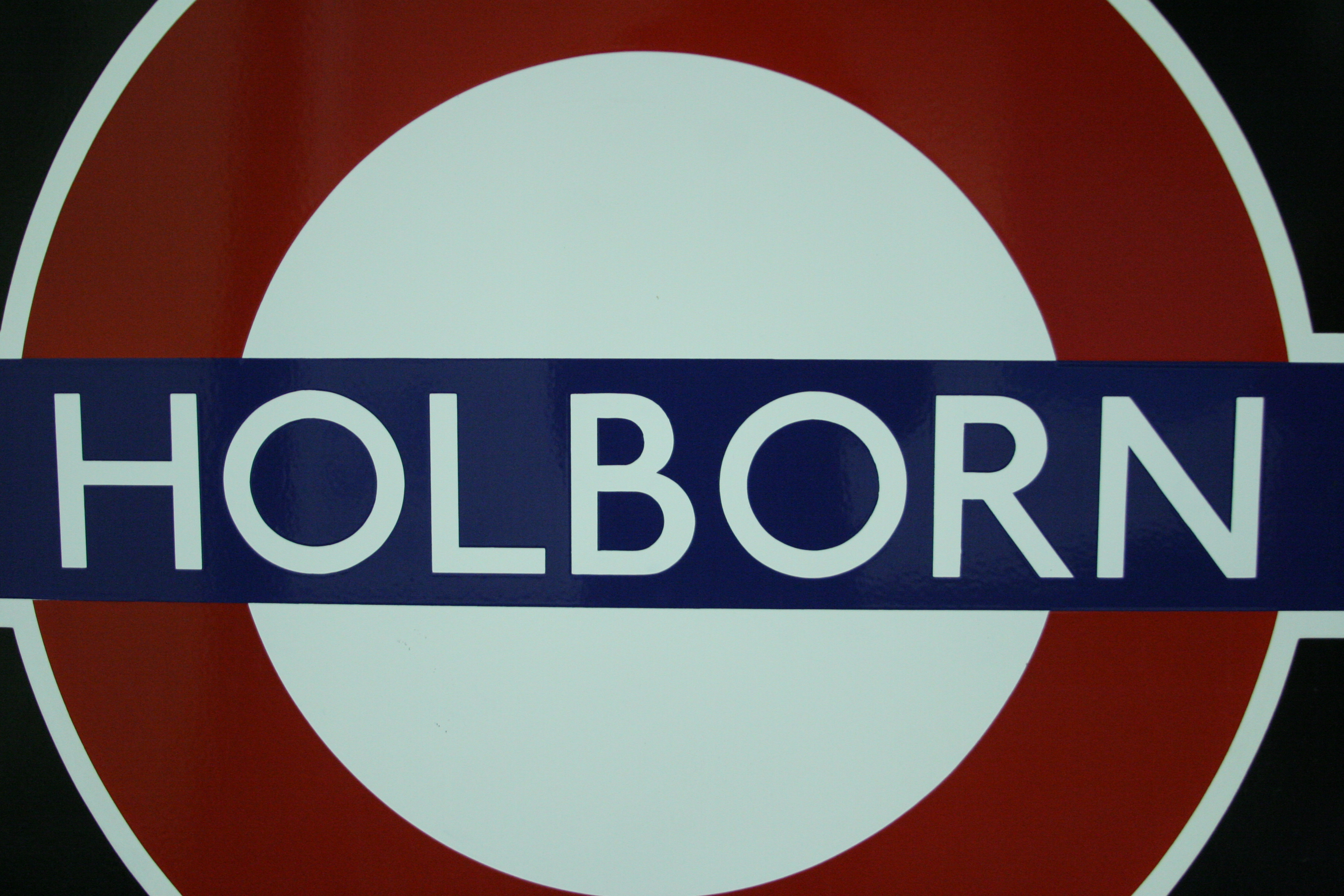
ホルボーン駅ロゴ
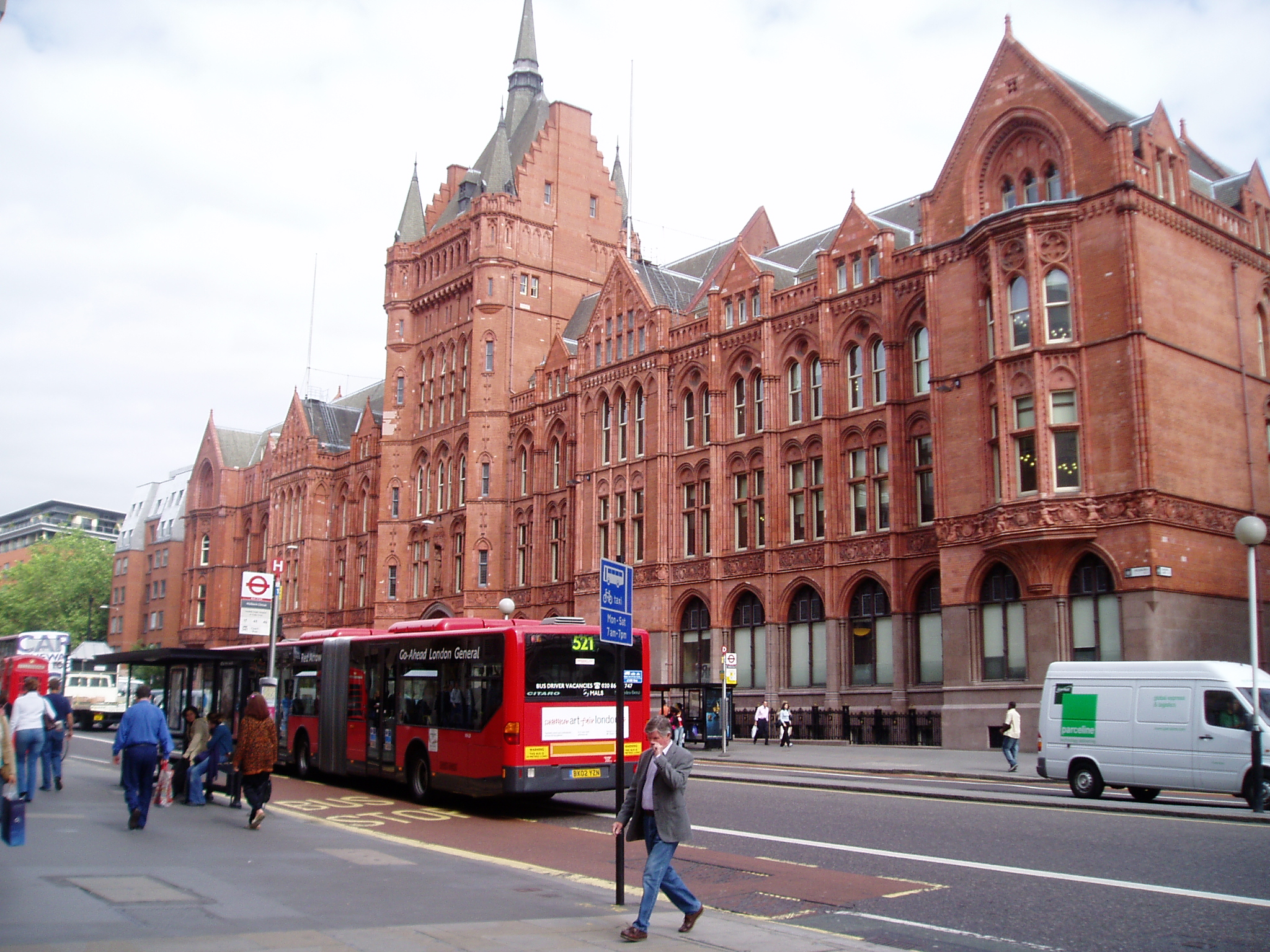
プルデンシャル保険本社
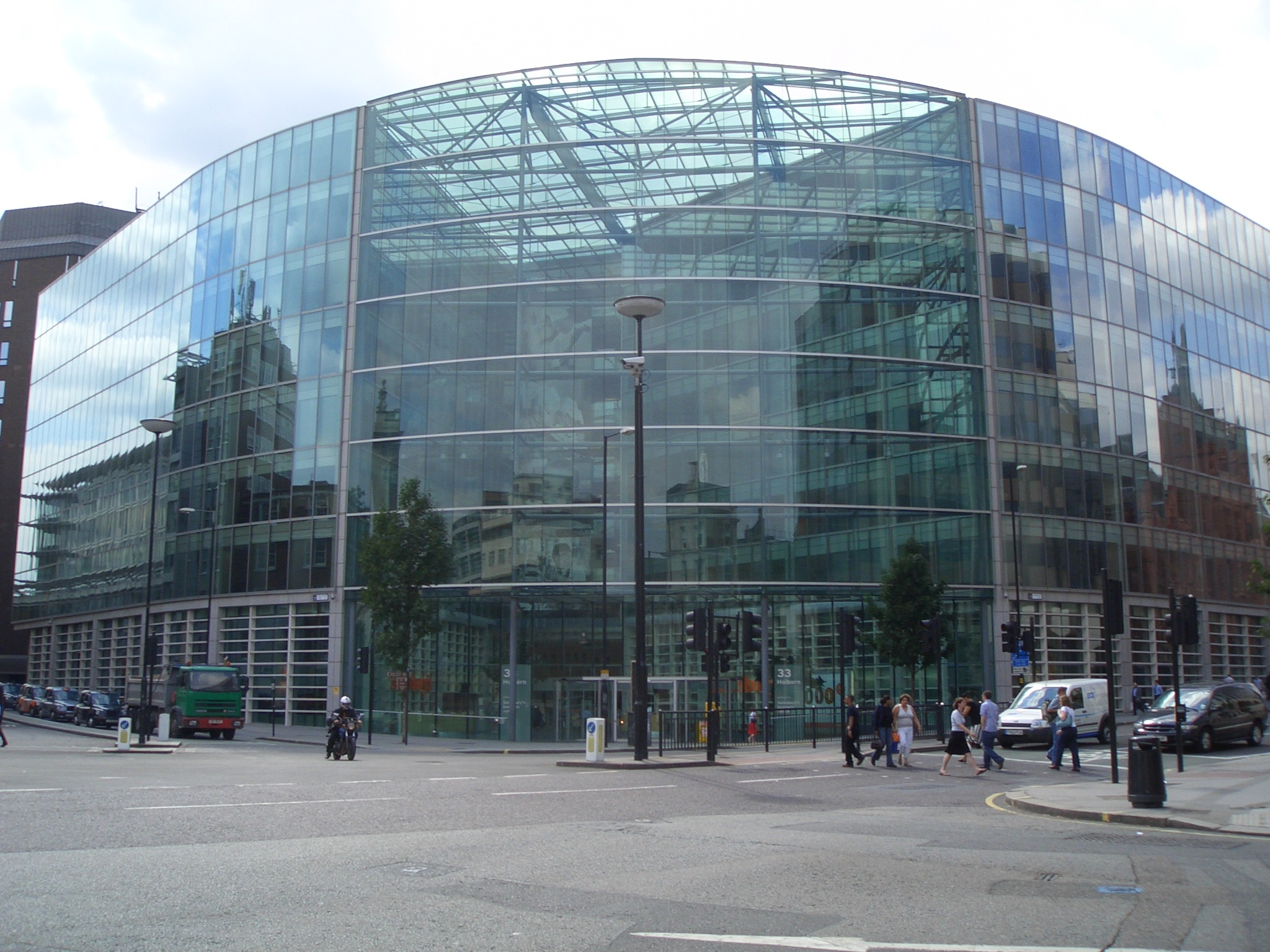
セインズベリーズ本社
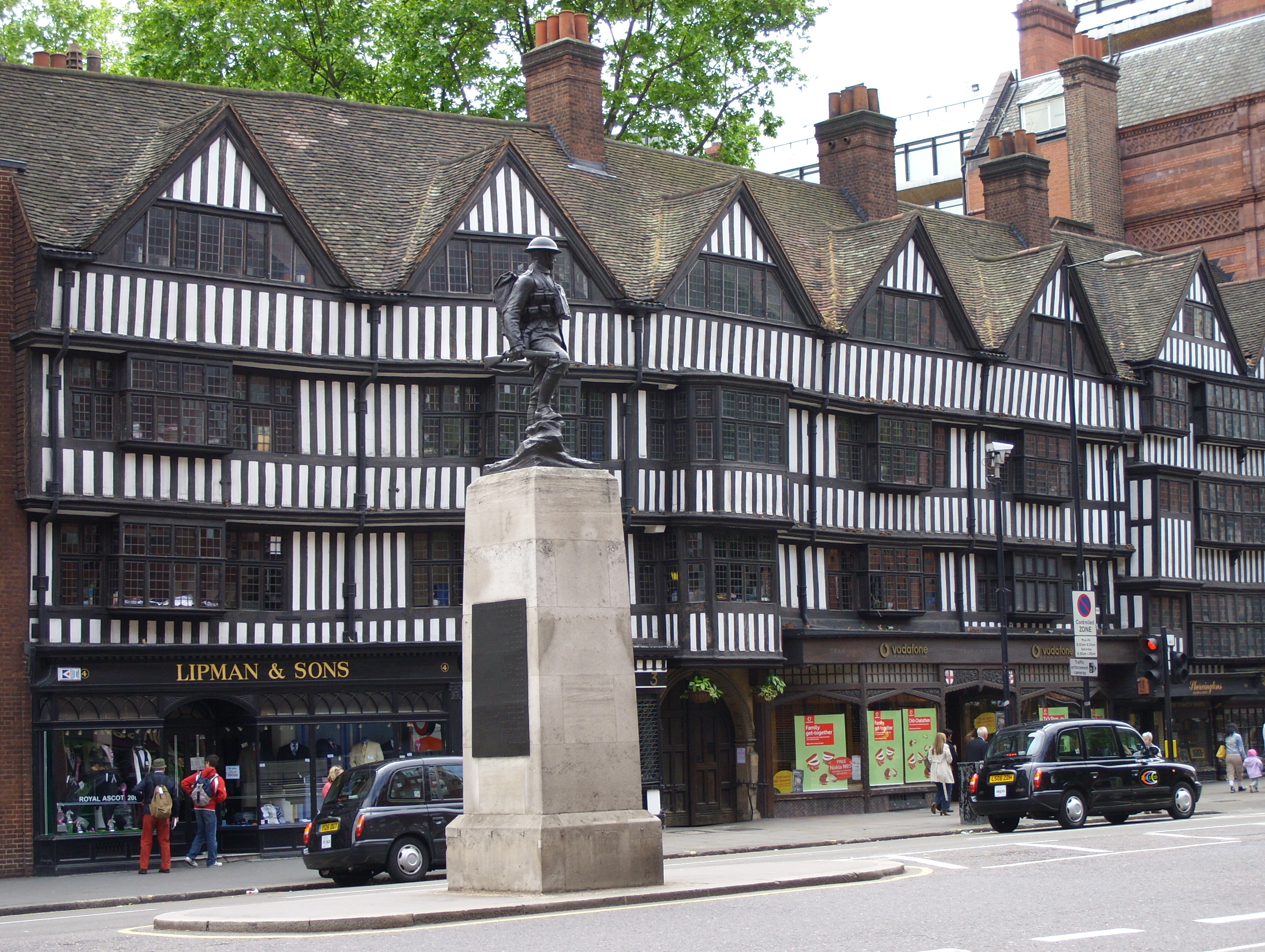
ステイプル・イン
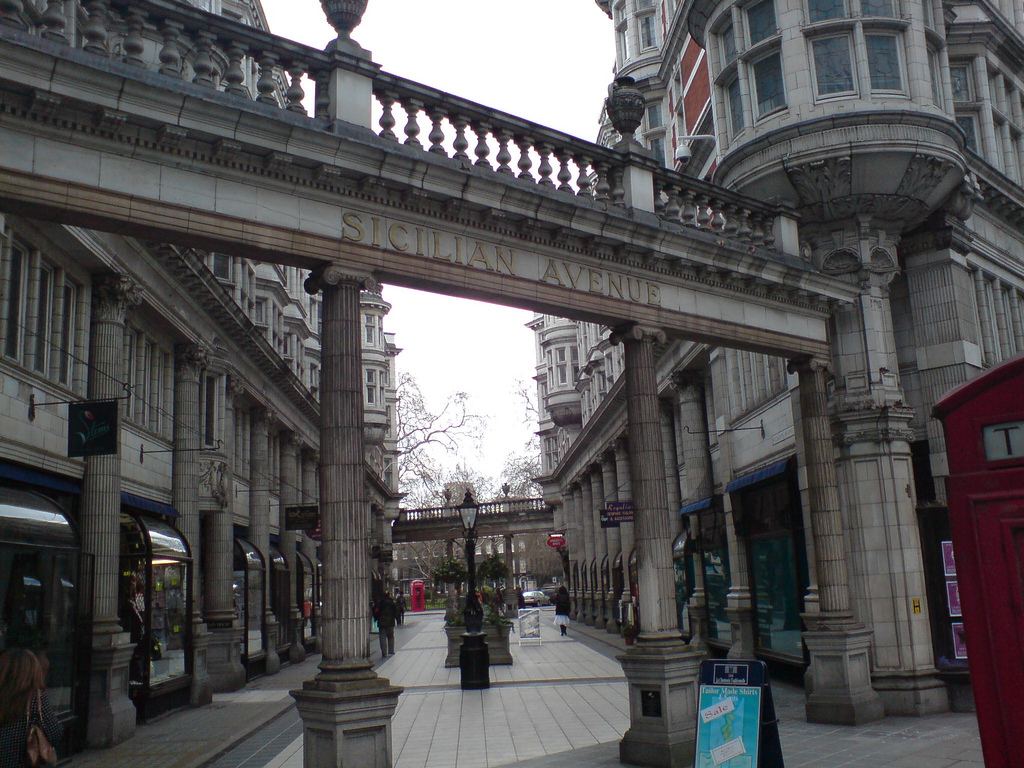
シチリア人街

## その他
ハワード・ジョーンズの楽曲 ニューソング(1984年)のミュージック・ビデオのロケーション撮影は当駅で行われた。

## 隣の駅
ロンドン交通局
ロンドン地下鉄
■セントラル線
トテナム・コート・ロード駅 - ホルボーン駅 - チャンスリー・レーン駅
■ピカデリー線
コヴェント・ガーデン駅 - ホルボーン駅 - ラッセル・スクウェア駅